# Werbiszki
Werbiszki (lit.: Verbiškės) – wieś na Litwie, w okręgu uciańskim, w rejonie malackim. Miejscowość leży nad rzeką Virintą, w 2011 liczyła 277 mieszkańców. 
Pierwsze wzmianki o wsi pochodzą z 1778, w XVIII i XIX wieku wieś należała do majątku w Liliszkach. We wsi znajduje się zakład produkujący tworzywa sztuczne i biblioteka.
W latach 1995–1999 odbywał się tutaj festiwal Mėnuo Juodaragis.